# Liriomyza tumbrensis
Liriomyza tumbrensis är en tvåvingeart som beskrevs av Spencer 1982. Liriomyza tumbrensis ingår i släktet Liriomyza och familjen minerarflugor. Inga underarter finns listade i Catalogue of Life.